# Burney
Burney és un cràter sobre la superfície del planeta nan Plutó, situat amb el sistema de coordenades planetocèntriques a 52.79 ° de latitud nord i 142.64 ° de longitud est. Fa un diàmetre de 296 km. El nom va ser fet oficial per la UAI el huit d'agost del 2017 i fa referència a Venetia Burney (1918-2009), xicona britànica, que el 1930 va suggerir el nom de «Plutó» per al planeta recentment descobert per Tombaugh.